# Visão após o Sermão
Visão após o Sermão, também conhecida como A Luta de Jacó com o Anjo, ou simplesmente Jacó e o Anjo (em francês:  La Vision après le Sermon (La Lutte de Jacob avec l’Ange) é uma pintura de Paul Gauguin criada na cidade bretã de Pont-Aven no final do verão de 1888. Posteriormente, ele se tornaria um manifesto pictórico de um novo estilo simplificado e expressivo — o sintetismo de Gauguin e um grupo de seus amigos artistas que mais tarde ficaram conhecidos como a Escola Pont-Aven. As impressões das viagens de 1886-1888 à Bretanha, Panamá e Martinica, a comunicação com artistas e o conhecimento dos conceitos artísticos mais recentes forneceram a Gauguin muitas ideias criativas que causaram mudanças significativas em seu estilo e levaram à superação das antigas influências impressionistas.
No início de sua carreira como pintor, Gauguin pintou predominantemente paisagens executadas ao ar livre no estilo dos impressionistas. Por volta de 1888, ficou insatisfeito com as limitações dessa direção artística, que não satisfazia suas aspirações, interesse por formas de expressão arcaicas, primitivas, bem como pelo místico. Em 1888, ao visitar a colônia de artistas de Pont-Aven, na Bretanha, conheceu o jovem artista Emile Bernard, muito influenciado pela arte japonesa, em particular da gravura. Seguindo este exemplo, mas desenvolvendo ainda mais suas experiências, Gauguin em 1888 criou a pintura Visão após o sermão, que testemunha o seu desejo de uma interpretação muito pessoal dos temas religiosos, bem como dos aspectos simbólicos da pintura. Graças ao estilo encontrado, o artista se torna o líder reconhecido de uma nova tendência da pintura, chamada sintetismo. Na literatura de história da arte, nota-se que o ano de 1888 foi um verdadeiro ponto de virada para ele, quando esta imagem foi criada. Foi feita em setembro deste ano, antes da visita de Gauguin para Vincent van Gogh em Arles, na Provença, com quem mantinha correspondência ativa.
Como enredo da pintura, o artista escolheu o motivo bíblico da luta de Jacó com um anjo. Ao realizar esta tela, Gauguin utilizou as inovações artísticas do cloisonnisme, cujo surgimento está associado a Louis Anquetin e Émile Bernard (simbolismo, grande liberdade de abstração e ornamentação), bem como motivos emprestado do artista japonês Katsushika Hokusai (a imagem de mulheres, uma árvore com inclinação não natural, figuras de luta). Dividindo diagonalmente a composição da tela, o tronco da árvore é associado a uma gravura de Utagawa Hiroshige, copiada por Van Gogh.
Gauguin originalmente queria doar a pintura para a igreja local, mas a proposta foi rejeitada lá. Depois disso, o artista o enviou para Theo Van Gogh em Paris para venda. Desde 1925, a pintura é mantida na Galeria Nacional da Escócia, em Edimburgo.

## História da criação

### Contexto

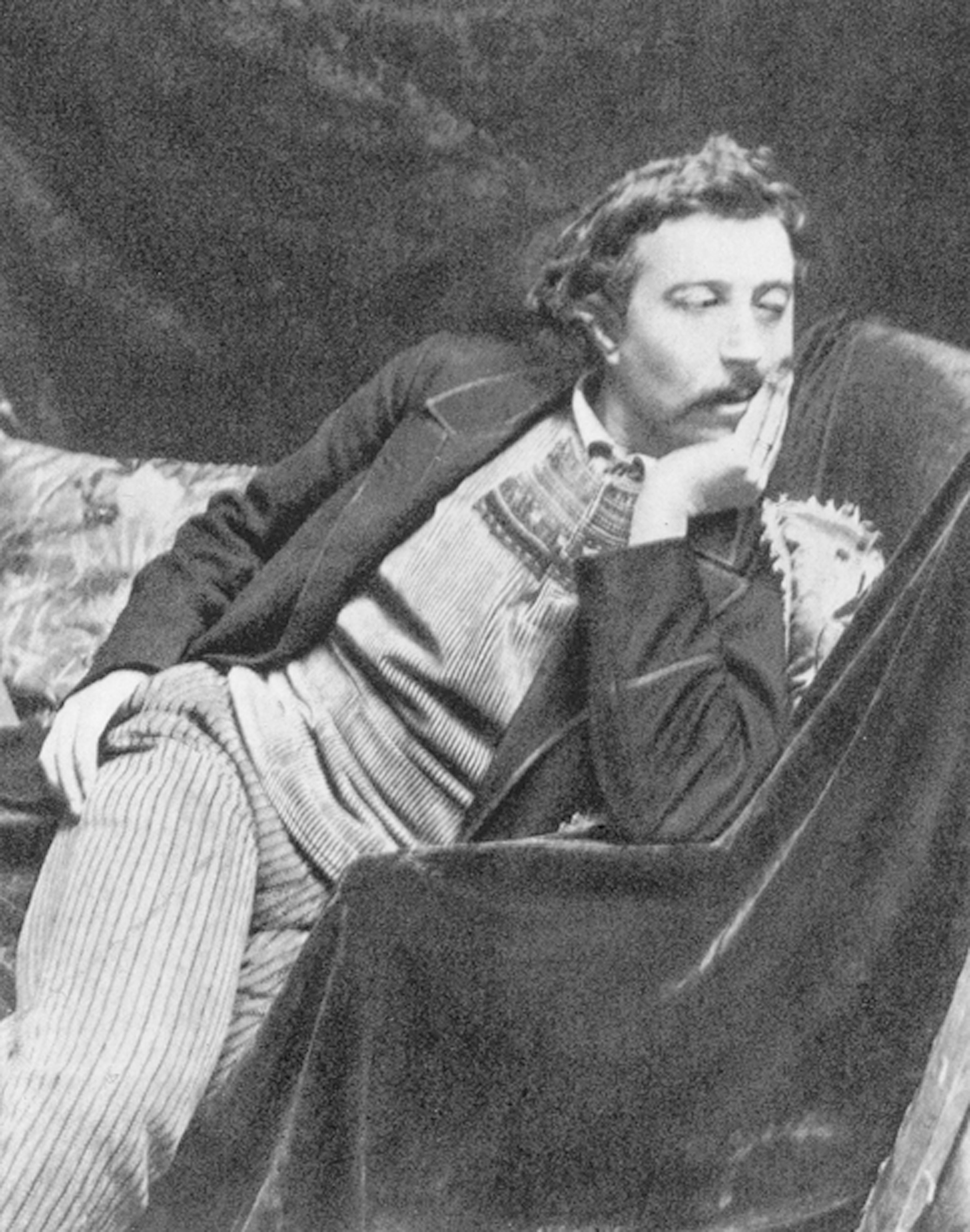
Paul Gauguin em 1891

Paul Gauguin visitou a Bretanha pela primeira vez para pintar no verão de 1886 e viveu na cidade local de Pont-Aven. Foi um período difícil na vida do artista. Apesar de grandes dificuldades (doenças e dívidas), tendo abandonado a carreira de corretor da bolsa, o artista continuou a pintar, tentando desenvolver um estilo próprio, mas ainda fortemente influenciado pelos impressionistas, em particular por Camille Pissarro. 
Depois que Gauguin se tornou pintor em tempo integral, ele deixou sua esposa Mette com seus filhos na Dinamarca, de onde voltou para Paris em 1885. A fim de sustentar financeiramente a si mesmo e a seu filho Clovis, que Gauguin levou consigo de Copenhague, ele conseguiu um emprego como criador de cartazes comerciais. Nessa época, participou da preparação da oitava exposição dos impressionistas (15 de maio a 15 de junho de 1886), que se tornou a última da história desse grupo artístico como um movimento único e integral. Na exposição, Gauguin apresentou 19 de suas pinturas. Sem esperar o fim da feira, ele coloca seu filho em um internato particular e vai para a Bretanha para trabalhar. A natureza, cultura, fundamentos arcaicos da vida e tradições da Bretanha impressionaram profundamente o artista, influenciando seu trabalho subsequente. A partir de junho de 1886, Gauguin morou em uma pensão barata, onde apenas dois francos tinham que ser pagos por dia para alimentação e um quarto. A maioria dos artistas que moravam com ele naquela época na pensão eram estrangeiros — americanos, britânicos, holandeses, suecos, dinamarqueses e alguns franceses. Gauguin foi seguido até Pont-Aven por seu amigo próximo, apelidado de "Schuff" (Claude-Émile Schuffenecker). Na Bretanha, Gauguin aproximou-se do jovem artista Charles Laval e conheceu Émile Bernard. No entanto, Gauguin não aceitou o fascínio deste último por "complicações" pontilhistas, e não o recebeu muito gentilmente, comportando-se introvertido e cauteloso.

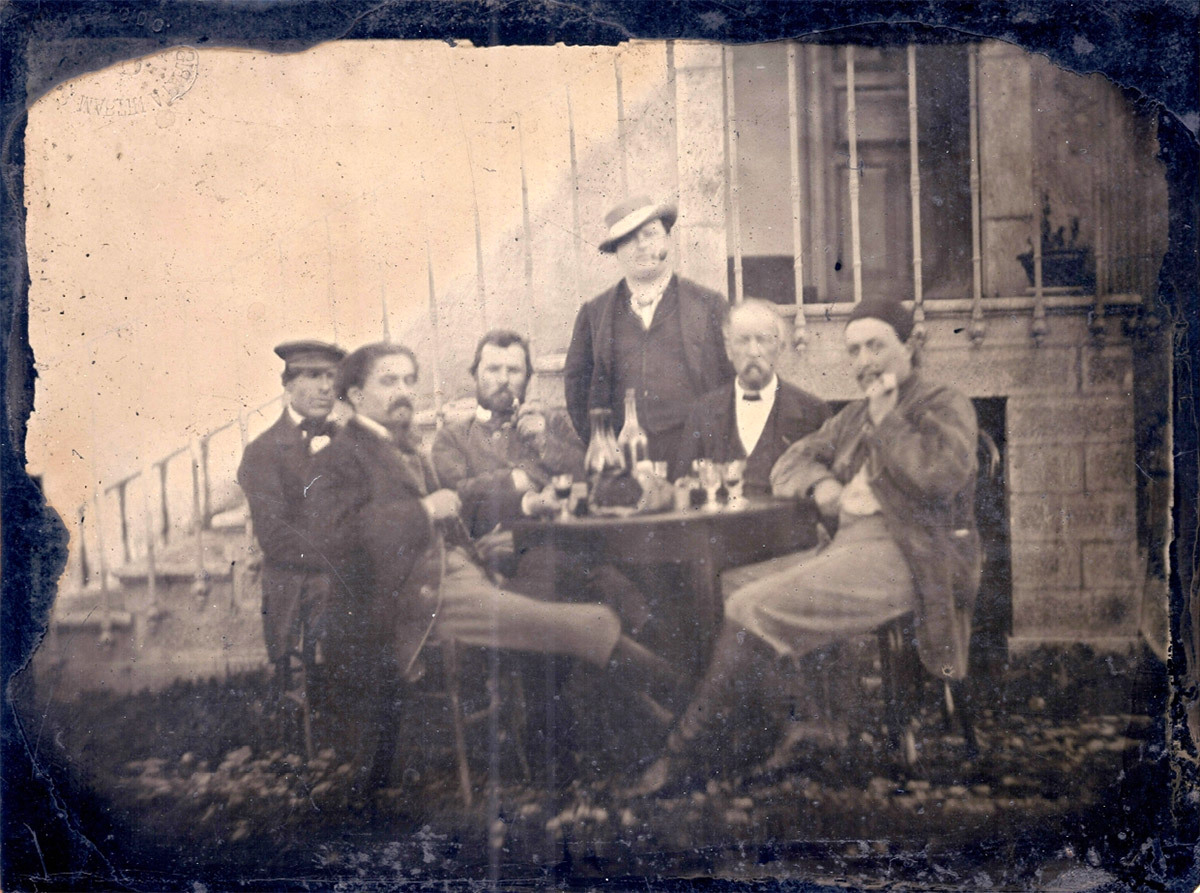
Gauguin com amigos em 1887

Gauguin voltou de Pont-Aven para Paris em dezembro de 1886, de onde embarcou em uma viagem de novas experiências para a América do Sul, na qual foi acompanhado por Charles Laval. Esta jornada é considerada a etapa mais importante no desenvolvimento das novas buscas artísticas de Gauguin, em seu desejo de encontrar imagens originais e diferentes do mundo tradicional europeu. Do Panamá onde Gauguin estava em grande necessidade (chegou a trabalhar como escavador na construção do Canal do Panamá), o artista mudou-se com Laval para a Martinica. Aqui, sob a influência de vários fatores, ele tenta pintar com um traço "infantil" simplificado, sem sombras, mas com cores vivas, utilizando cores mais ricas e saturadas em sua paleta. Nesta técnica, Gauguin passou a aplicar tintas com massas mais densas e a construir uma composição com maior rigor: "Foi uma experiência decisiva, anunciando novas conquistas". Como observou o historiador de arte John Rewald, nessa época as influências japonesas começaram a se mostrar nas composições do artista, e “espaços amplos e relativamente uniformes começaram a aparecer em suas pinturas, especialmente quando ele incluiu em suas paisagens o oceano azul escuro”. No entanto, essa evolução artística ainda não era forte o suficiente para atrair o público com sua originalidade e profundidade. Depois de retornar da Martinica para Paris na segunda quinzena de novembro de 1887, os negócios materiais do artista melhoraram um pouco: ele vendeu um vaso por 150 francos e Theo van Gogh comprou muitas de suas pinturas por 900 francos e organizou uma exposição de pintura e cerâmica. A exposição aconteceu em janeiro de 1888, mas não obteve sucesso: os poucos apreciadores de sua obra desanimaram com os princípios estéticos de Gauguin desse período, que pouco tinham em comum com as obras dos artistas parisienses. Apesar do fracasso do público em geral, causou polêmica entre um círculo de pessoas cuja opinião o artista valorizava, e algumas delas simpatizavam com sua busca. Pagas as suas dívidas, sobrando várias centenas de francos da venda dos quadros a Theo e encorajado pelo seu apoio, Gauguin decide voltar para a Bretanha, onde pretendia trabalhar durante sete a oito meses. Naquela época, ele acreditava que este seria o último esforço antes de seu reconhecimento do público.

### Busca artística de Gauguin em 1888
Em fevereiro de 1888, o artista, esgotado pela disenteria contraída na Martinica, voltou a Pont-Aven, tanto por razões de baixo custo da vida bretã quanto atraído por suas belezas, que sempre recordou com grande emoção. Nessa época, o artista escreveu a Schuffenecker que se apaixonou pela Bretanha: “Lá encontro selvageria e primitivismo. Quando meus sapatos de madeira batem em seu granito, ouço o som surdo e poderoso que me esforço para alcançar na pintura”. Gauguin voltou a instalar-se na pensão Gloanek, onde lhe foi dada uma oficina no segundo andar, mas durante este período sentiu tanta falta de dinheiro que às vezes nem conseguia pintar por falta de telas e tintas.

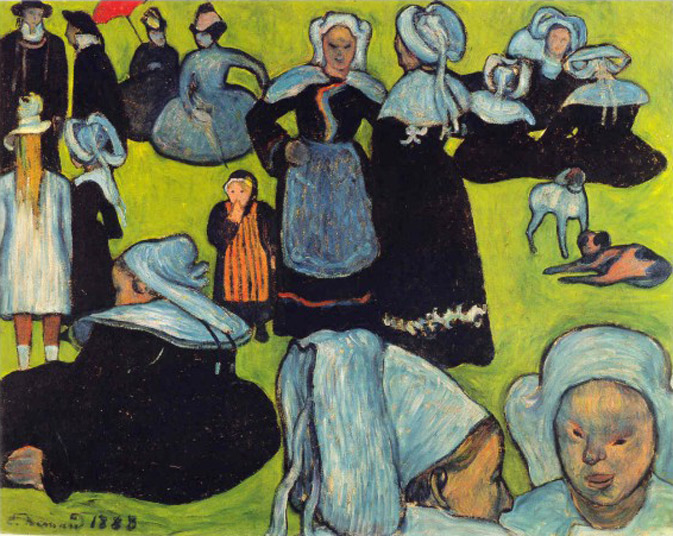
Émile Bernard. Mulheres bretãs no prado, 1888

Em Pont-Aven, formou-se um grupo de artistas em torno de Gauguin, entre os quais estavam Henri More, Ernest Pontier de Chamaillard e vários outros impressionistas. Lá ele foi novamente acompanhado por Laval e Bernard, com quem desta vez Gauguin teve um bom relacionamento. Bernard estava familiarizado com as últimas tendências e teorias no campo das artes plásticas, do simbolismo literário, e as compartilhava de bom grado com Gauguin em sua interpretação, possuindo nova terminologia e considerável erudição artística.
Um jovem colega apresentou Gauguin ao estilo chamado cloisonnisme, cujos fundadores são Louis Anquetin e Bernard. Nesta técnica, toda a tela é dividida em vários planos de cores diferentes de acordo com as figuras ou objetos representados. Bernard, explicando o conceito de um novo sistema pictórico, escreveu que no primeiro estágio de seu desenvolvimento, quando o termo foi introduzido (de em francês:  cloison - divisória), era típico circundar as zonas de cores com “divisórias de linhas de contorno”, o que a aproximava da arte do vitral: “De fato, graças aos elementos decorativos de cores e linhas, parecia mais um vitral do que uma pintura”. Emile Dujardin, que cunhou o termo "cloisonnisme", escreveu que, à primeira vista, as telas feitas nesta técnica são principalmente como pintura decorativa: "o contorno externo enfatizado, a cor intensa e convincente inevitavelmente sugerem arte popular e gravuras japonesas". A outras características do cloisonnisme, ele atribuiu a ponderação da composição:
| “ | Então, sob o caráter hierático geral do desenho e da cor, descobre-se uma veracidade assombrosa, que se liberta do romantismo da paixão; e, finalmente, uma construção ponderada, obstinada, racional e sistemática nos é revelada gradualmente, exigindo nossa análise. | ” |

Depois que Bernard abandonou o pontilhismo, sua busca o aproximou de Gauguin. Sob a influência de Van Gogh, Bernard se interessou pela arte japonesa e, junto com seu amigo Anquetin, foi influenciado por eles. Segundo Revald, Gauguin encontrou nesta técnica "elementos de consideração, premeditação, racionalidade e construção sistemática", que inspiraram o artista em um período de declínio e dúvida. Em meados de agosto de 1888, Gauguin, observando que Bernard é “um homem que não tem medo de nada”, escreveu a Schuffenecker que não deve se deixar levar pela cópia da natureza e o informou sobre a evolução de seu trabalho: “Meus últimos trabalhos estão progredindo bem, e espero que você encontre algo novo neles, ou melhor, uma confirmação de minhas pesquisas anteriores — uma síntese de forma e cor, decorrente da observação apenas dos elementos dominantes”. Nesse período, ele e Bernard trabalharam duro em busca de abstrações e formas ornamentais mais significativas. Bernard criou uma pintura de grupo de "mulheres bretãs no prado", marcada por essas buscas. Esta imagem causou uma grande impressão em Gauguin, e Bernard concordou de bom grado em trocá-la por uma de suas telas. Numa carta a Van Gogh, falava dele com tanta admiração que Vincent comentou com o irmão: “A carta de Bernard é cheia de entusiasmo pelo talento de Gauguin. Ele escreve que o considera um artista tão grande que tem até medo dele e considera todas as suas obras insignificantes em comparação com as obras de Gauguin.

### Trabalho na pintura

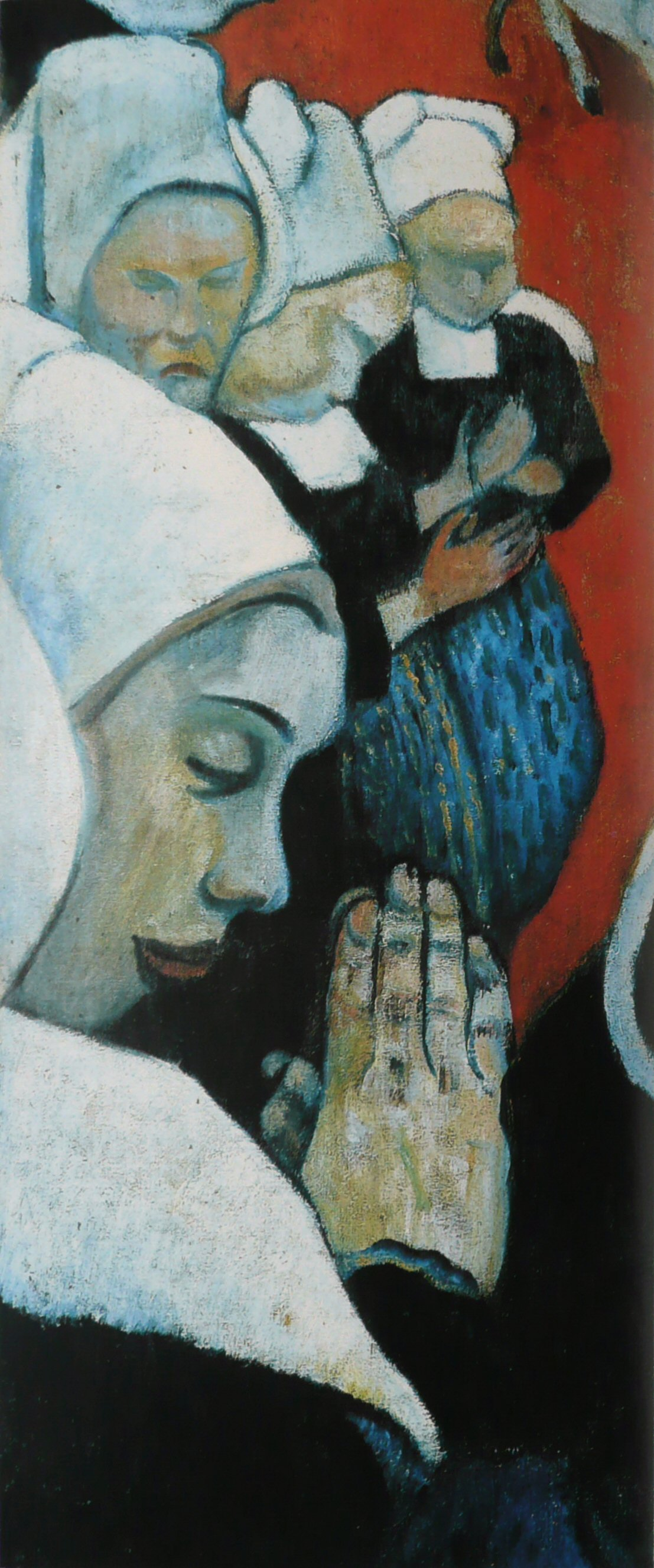
Detalhe da pintura: bretãs rezando

Em setembro de 1888, Gauguin começou a trabalhar em uma composição grande e complexa, que John Rewald chamou de uma espécie de "resumo de seu novo estilo". O artista escolheu a luta do patriarca bíblico Jacó com um anjo como tema da pintura (Genesis 32:24, 25). De acordo com as idéias bíblicas, Jacó — reverenciado em todas as religiões abraâmicas — é o terceiro dos patriarcas bíblicos; o mais novo dos filhos gêmeos do patriarca Isaque e Rebeca, que deu à luz após vinte anos de casamento infrutífero. Pai de 12 filhos, ancestrais das tribos de Israel. De acordo com algumas interpretações, certa vez, durante a vigília noturna, Deus apareceu a Jacó na pessoa de um anjo, com quem ele lutou até o amanhecer, exigindo abençoá-lo. Na luta, machucou a coxa, mas Deus ficou satisfeito com seu zelo. Jacó recebeu uma bênção e um novo nome — Israel, com palavras de despedida: "...você lutou com Deus e vencerá os homens" (Genesis 32:27, 28; novamente em Genesis 35:10). O pano de fundo desse enredo religioso, repetidamente referido na arte, era a paisagem bretã, onde um grupo de camponesas ocupando todo o primeiro plano, em seus coloridos chapeis nacionais — bigoudins (que já haviam atraído a atenção de Bernard e Gauguin ainda antes) estavam assistindo os lutadores. Como explicou Gauguin, a cena para a qual essas camponesas estão olhando, ajoelhadas em oração, representa uma visão que tiveram após um sermão dominical na igreja da aldeia.

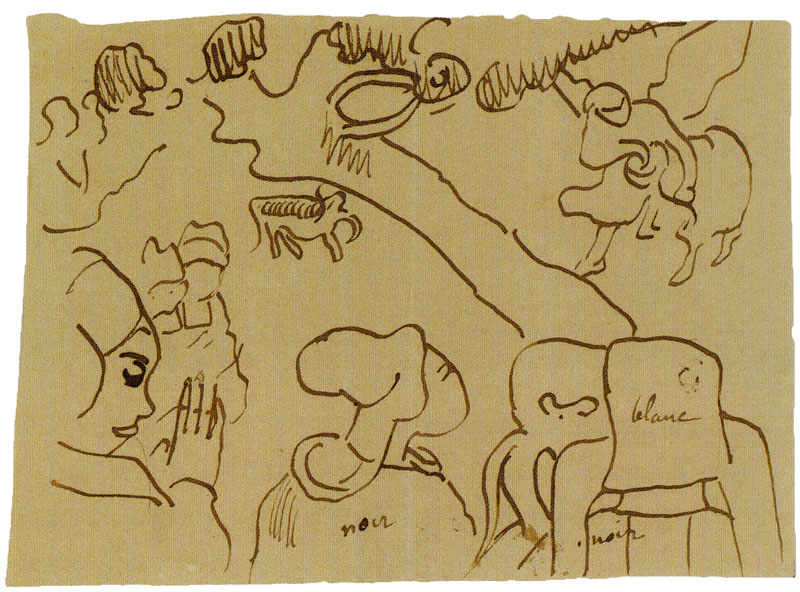
Esboço da pintura em uma carta de Gauguin para Vincent van Gogh datada de 26 de setembro de 1888

Sobre esta pintura, o artista observou em uma carta a Vincent van Gogh: “Acho que alcancei uma grande simplicidade nas imagens das pessoas, uma expressão de ingenuidade e superstição. Para mim, nesta pintura, tanto a paisagem quanto a luta existem apenas na imaginação de quem reza após o sermão. Daí o contraste entre pessoas reais e as figuras em luta de Jacó e do anjo, que são irreais e desproporcionais”.
Descrevendo a pintura para Van Gogh, Gauguin também a caracterizou da seguinte forma: "Os bretões, reunidos em grupos, rezam, estão em vestidos pretos de tons ricos". Segundo Pierre Dex, se Gauguin foi influenciado pela pintura de Bernard, isso afetou justamente essa escolha da cor, embora o crítico de arte francês tenha notado que as cores pretas de Gauguin se destacam por sua intensidade original, que difere da paleta de Bernard. A saturação dessa cor é ainda reforçada pelo contraste com os bigoudins femininos, sobre os quais o artista escreveu que são "brancos amarelados, luminosos": "Dois chapeis à direita são como uma espécie de chapéu monstruoso". Sobre as demais cores utilizadas pelo artista e as características da tela do autor, também se sabe de sua correspondência. Assim, a imagem mantida “em estilo estrito” é dividida pelo “tronco roxo escuro de uma macieira”, cujas folhas são mostradas com manchas semelhantes a nuvens verde-esmeralda. A pintura é "permeada de um sol verde-amarelo" em um prado de puro cinábrio, escurecendo mais perto da igreja e tornando-se marrom-avermelhado. Jacó aparece na foto em verde garrafa, o anjo é retratado em azul intenso, suas asas são cromo puro, seu cabelo é cromado e seus pés são cor de carne alaranjada.
Em 1903, Bernard, que já havia brigado com Gauguin, declarou que a pintura deste último era tão diferente de seu trabalho anterior que chegou a ser uma "negação completa" de tudo o que ele havia pintado anteriormente, argumentando assim que "Visão" era uma simples cópia de seu próprio "bretão". No entanto, como observado na literatura de história da arte, isso contradiz a correspondência de Bernard para 1886 e a admiração por Gauguin que está registrada nelas. Segundo Dex, as pinturas de Gauguin e Bernard são notavelmente diferentes em termos da força de seu impacto psicológico, e a pintura do primeiro é incomparável com os bretões de Bernard, "simplesmente espalhados por um prado verde". Segundo o escritor e historiador da arte francês Henri Perruchot, apesar da aparente influência externa de Bernard sobre Gauguin, ela não pode ser reconhecida como predeterminante: “As teorias não são importantes em si mesmas, mas apenas em conexão com aqueles que as colocam em prática”. Anquetin e Bernard, por outro lado, não tinham profundidade e originalidade, mas se distinguiam pela inconsistência de suas aspirações criativas e passavam por vários hobbies do impressionismo, pontilhismo, passando rapidamente do cloisonnisme para novas técnicas, assim como “superficiais e portanto, fadado ao fracasso”.

### Eventos subsequentes
Quando a obra foi concluída em meados de setembro, Gauguin decidiu oferecê-la a uma das pequenas igrejas bretãs que tanto o atraíam, e se estabeleceu em uma velha igreja em Nison, perto de Pont-Aven. Segundo Perruchot, foi "uma homenagem a Gauguin, o selvagem da Bretanha primitiva". Laval e Bernard o ajudaram a mover essa grande pintura para lá. No entanto, não conseguiram convencer o pároco, que parecia temeroso de algum tipo de armadilha, ou o pregar de peças dos artistas, de quem aparentemente muito ouvira falar. O presente não foi aceito, pois o padre explicou que seu rebanho não entenderia a pintura, e os desapontados artistas voltaram com ela para Pont-Aven. Em 1959, enquanto coletava materiais sobre o período bretão da vida de Gauguin, Perruchot se encontrou com o pároco em Nizon, que, segundo o escritor, aparentemente tratou sua visita com a mesma desconfiança de seu predecessor: “Agradeço a ele por sua recepção — parece que naquele dia eu mesmo vivi a cena que acabei de contar aqui”.
Após uma oferta malsucedida de transferir a pintura para a igreja, Gauguin a enviou a Theo van Gogh em Paris com um pedido de venda por pelo menos 600 francos. Um pouco mais tarde, ela foi exposta em Paris, bem como em Bruxelas na exposição do "Les XX" belga, onde não encontrou o entendimento do público. Em 1925 a pintura foi comprada para a Galeria Nacional da Escócia em Edimburgo.

## Características Artísticas
Maurice e Arlette Serully, os compiladores da Enciclopédia do Impressionismo, observaram que a Visão após o Sermão é uma espécie de "manifesto de novas tendências pictóricas", e Gauguin e Bernard afirmaram ser considerados os fundadores de uma nova estética (sintetismo) e uma nova técnica (cloisonnisme), que são o início do simbolismo na pintura: “Esta ruptura completa e final de Gauguin com o impressionismo levou-o a criar uma série de pinturas em que prevalecia o princípio decorativo, e os pontos de cor eram colocados em grandes planos que não transmitiu detalhes, mas recriou a ideia geral do assunto e se assemelhava a um cenário teatral".

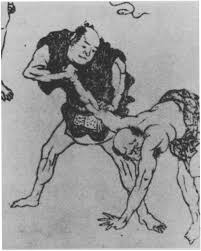
Hokusai. lutadores de sumô

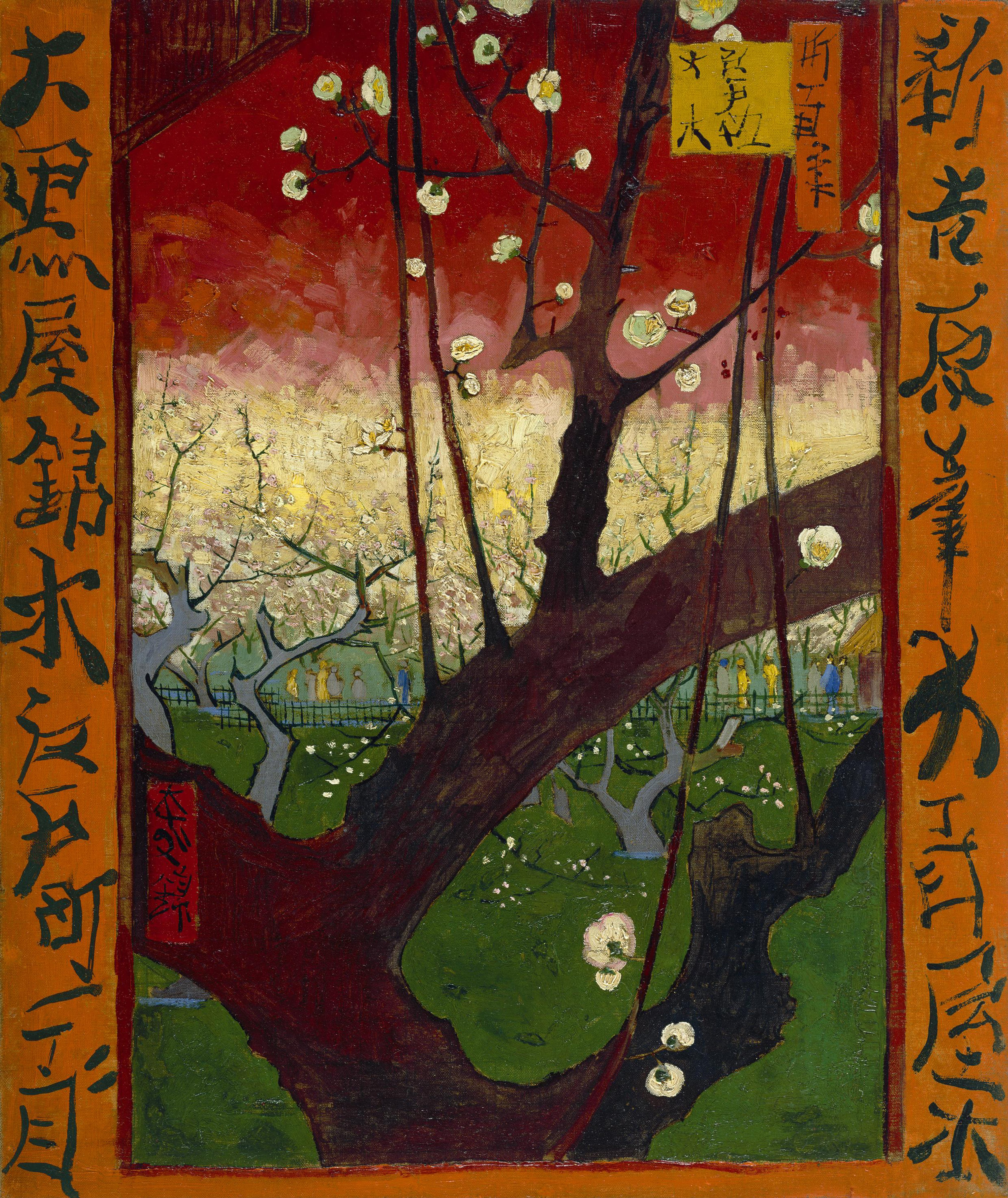
Van Gogh. Ameixeira em flor (cópia da gravura de Hiroshige). 1887

A influência da arte japonesa pode ser atribuída às poses dos lutadores, referindo-se aos lutadores de sumô, o que parece ser devido à série de gravuras de Katsushika Hokusai. O tronco de árvore que divide diagonalmente a composição da tela evoca associações com a obra de Utagawa Hiroshige, copiada por Van Gogh. Segundo a observação de N. S. Nikolaeva, a influência japonesa pode ser rastreada na pintura de Gauguin no nível da função extrapictórica da cor, que mais tarde se tornou um dos elementos mais importantes de seu estilo.
No entanto, acredita-se que Gauguin tenha criado uma obra completamente original, pois acredita-se que a direção geral da evolução artística do artista e algumas de suas telas anteriores indicam uma nova visão e estilo surgindo dele. Além de uma incrível compilação de vários empréstimos artísticos, ele combinou engenhosamente dois níveis de realidade na imagem: os bretões rezando e a impressionante luta de Jacó e um anjo. A composição é complementada pelo uso cuidadoso da tinta pelo artista, uma paleta suave na parte da tela onde as mulheres rezam e "uma cor deslumbrante" na outra metade: essa cor domina tudo, como o choro de uma criança em uma biblioteca. É preciso lembrar que Gauguin naquela época estava na Bretanha, no norte da França, onde não há campos vermelho-alaranjados. A cor carrega uma carga exclusivamente simbólica e decorativa; Gauguin decidiu sacrificar a credibilidade em prol da ideia geral e do drama da alegoria. Nesta pintura, Gauguin recusou-se deliberadamente a transmitir volume, perspectiva linear, e construiu a composição de uma forma completamente nova, subordinando a imagem artística à transmissão de um certo pensamento. Gauguin usa temas bretões e ao mesmo tempo se inclina para a abstração. Várias cores se destacam sobre as demais, principalmente vermelho, preto e branco, e contribuem significativamente para o componente visual da imagem. Nota-se que a cor vermelha, que na maioria das vezes atrai a atenção do espectador, dá força à luta retratada na imagem e anima a composição. Alguns críticos (por exemplo, Albert Aurier) consideram a "Visão após o Sermão" o manifesto dos simbolistas, e o próprio Gauguin — o fundador do simbolismo.
Especulações foram feitas sobre os dois títulos da pintura. Segundo Kochik, desta forma a imagem apresenta dois mundos diferentes retratados na tela. Segundo a ideia do artista, observa o historiador da arte, a composição prevê a delimitação de mundos, separados por um poderoso e grosso tronco de árvore, atravessando diagonalmente toda a tela. A composição predetermina a visão de diferentes pontos de vista, quando o autor olha para as figuras próximas um pouco por baixo, e para uma paisagem mais distante — nitidamente por cima. Como observa Kochik, tais efeitos levam ao fato de que não há vestígios de perspectiva linear, mas surge uma espécie de “mergulho”, “perspectiva” descendente. Graças a esta composição, "a superfície da terra é quase vertical, o horizonte está em algum lugar fora da tela".

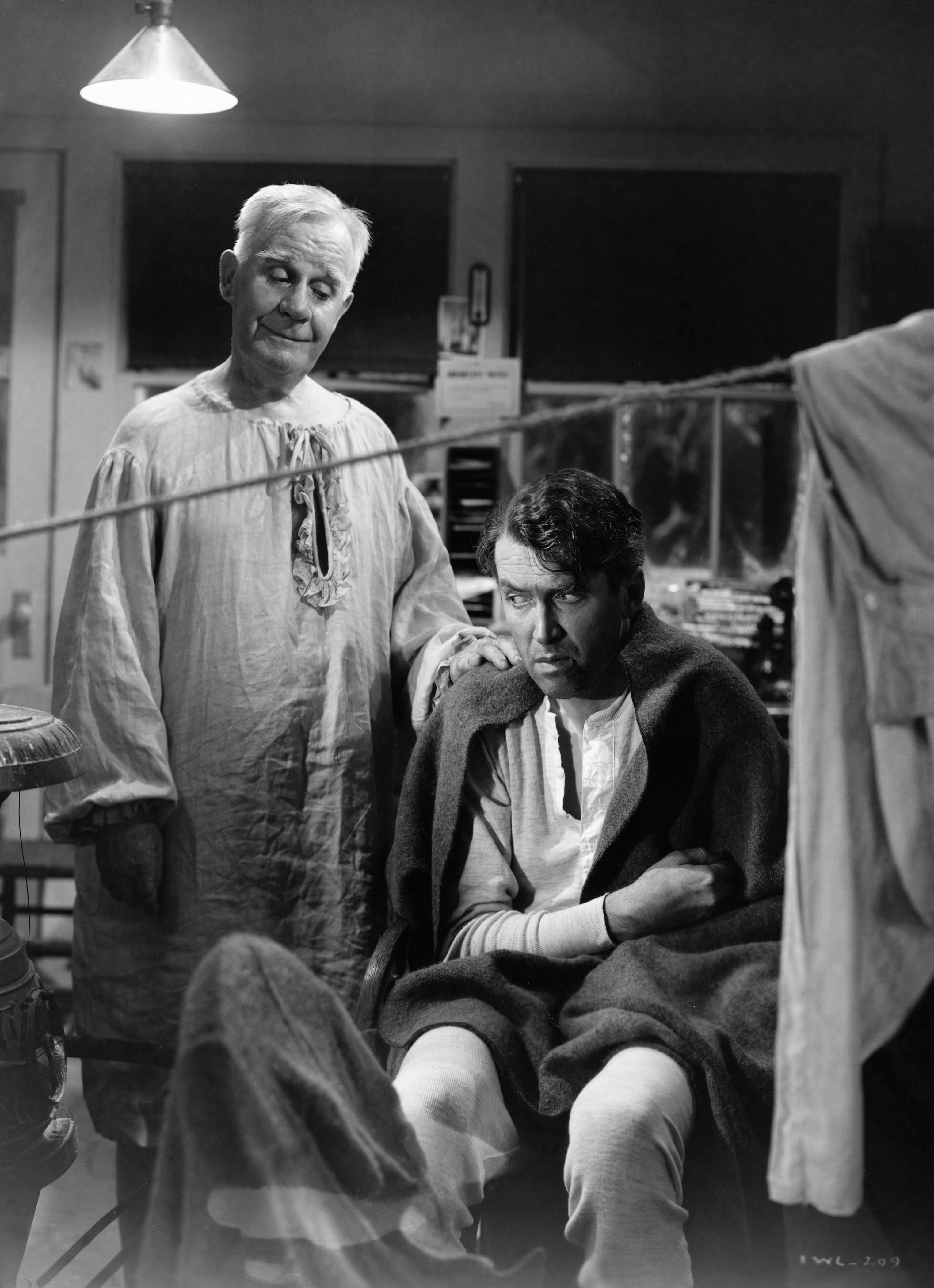
It's a Wonderful Life: Clarence Odbody (Henry Travers) e George Bailey (James Stewart)

## Na arte
No filme de Yakov Protazanov, "Satana Likuyushchiy" (1917), um dos personagens principais é Sandro van Gauguin. A imagem começa com uma tomada de paroquianos rurais sentados em uma igreja com chapeis brancos, olhando severamente da tela para o espectador. Segundo a crítica de cinema Daria Kurakina-Mustafina, esta cena é uma continuação do tema de Gauguin, embutido no nome do personagem e desenvolve os motivos teomaquistas da fita: "Assim (não sem ironia), a pintura de Gauguin em um enredo religioso torna-se um epígrafe do filme de Protazanov "Satana Likuyushchiy" e uma epígrafe de uma situação revolucionária no país".
Segundo o jornalista britânico Will Gompertz, no filme de Natal estadunidense It's a Wonderful Life, há uma referência a esta imagem. Segundo sua observação, isso acontece na cena após George Bailey resgatar seu anjo da guarda Clarence Odbody do rio e eles estarem em um barraco onde secam: “Um varal divide a tela horizontalmente. Abaixo, sob a corda, George lida com seus problemas terrenos, e acima dela se ergue a cabeça do celestial Clarence que fala a sabedoria do sermão da montanha".